# Aldea San Francisco
Aldea San Francisco est une localité rurale argentine située dans le département de Diamante et dans la province d'Entre Ríos. Le village fait partie du conseil de gouvernement du Général Alvear, dont il est distant de 4 km.
Beaucoup de ses fondateurs venaient du village de Pfeiffer, une colonie d'Allemands de la Volga en Russie, d'où son nom. La population du village, c'est-à-dire hors zone rurale, était de 54 habitants en 1991 et de 57 en 2001.